# Línguas chinook
A família linguística chinuca, ou, na sua forma mais fiel à escrita inglesa: chinook, é uma família de línguas faladas no estados de Oregon e Washington ao longo do  Rio Columbia pelo povo chinuque.

## Família
As línguas chinucas formam um grupo de três línguas com algumas variedades. Há ainda discussões sobre sua exata classificação, havendo dois diferentes códigos ISO 639-3 para essa família linguística:
- «chh». (Chinuque, Baixo Chinuque)
- «wac». (Wasco-Wishram, Alto Chinook).

Exemplos: o Ethnologue classifica a língua quiquixite como baixo chinuque, enquanto que outros a consideram como uma do alto chinuque (discussion), como aqui considerada:
1. Língua catlamete (também chamada de kathlamet, katlamat, cathlamet), hoje extinta (†).
2. : Catlamete era falada no noroeste do que hoje é chamado de Oregon na margem sul do Rio Colúmbia.
3. : Catlamete foi classificada como um dialeto do alto chinuque (ou médio chinuque), embora não sejam inteligíveis entre si.
4. Baixo chinuque (também chamada de chinuque do litoral) (chh), hoje extinta (†).
  - Tlatsope era falada no noroeste de Oregon na área da foz do Rio Oregan e na planície Clatsop Plains (†).
  - língua shoalwater (também chamada como chinuque verdadeiro), hoje extinta (†).  Shoalwater era falada no sudoeste do que hoje é chamado de estado de Washington ao sul da Baía Willapa.
5. Quiquixite, também chamada de alto chinuque. (wac)
6. Cascades, hoje extinta (†).
7. Clacamas, hoje extinta (†). Era falada no noroeste do que hoje é Oregon ao longo dos Rio Clackamas e Sandy.
  - Hood River, hoje extinta (†)
  - Multonomá, hoje extinta (†) falada na Ilha Sauvie e na area de Portland, Oregon no noroeste de Oregon
  - língua uascouichirrã (wasco-wishram) (wac), ainda falada pelo povo uascouichirrã, mas muito ameaçada de extinção.
    - Uascouichirrã tem hoje cinco falantes.</ref>Culture: Language. The Confederated Tribes of Warm Springs Reservation of Oregon. 2009 (9 Abril 2009)</ref>
    - A língua uixirrã tinha dois falantes.

  - língua white salmon, hoje extinta (†).

Uatlala era falada no Oregon Norte-Central ao longo da foz do Rio Colúmbia.
Há ainda um “jargão” chinuque, uma língua de contato com base nas línguas chinucas com muitas palavras trazidas de outras línguas que eram usadas nos contatos ao longo da costa noroeste com o Oceano Pacífico e nas ilhas adjacentes.